# Pavel Krmaš
Pavel Krmaš (* 3. März 1980 in Broumov) ist ein ehemaliger tschechischer Fußballspieler. Der 1,93 m große Spieler wurde zumeist im defensiven Mittelfeld oder in der Innenverteidigung eingesetzt.

## Vereinskarriere
Pavel Krmaš erlernte das Fußballspiel in den Jugendabteilungen von Slovan Broumov (1986–91), TJ Náchod (1991–94) und SK Hradec Králové (1994–98). 1999 schloss er sich Admira/Slavoj Prag an und wechselte 2001 zu Sparta Prag, wo er in der B-Mannschaft in der dritten tschechischen Liga eingesetzt wurde. In der Saison 2002/03 spielte Krmaš bei seinem früheren Jugendverein SK Hradec Králové, ehe er zu Sparta Prag zurückkehrte. 2003 kam Krmaš in der UEFA Champions League zu drei Einsätzen in der Gruppenphase und verhalf seinem Verein damit zum Einzug ins Achtelfinale.
Im Februar 2004 wechselte er nach nur drei Ligaeinsätzen für Sparta zum Ligakonkurrenten FK Teplice und absolvierte bis 2007 86 Ligaspiele für den Verein. Zur Saison 2007/08 wechselte Krmaš nach Deutschland in die zweite Bundesliga zum SC Freiburg, um den zum 1. FC Köln gewechselten Innenverteidiger Youssef Mohamad zu ersetzen. Krmaš war ab diesem Zeitpunkt Stammspieler auf der Innenverteidigerposition. Nach der Saison 2014/15 hatte er eigentlich vor, seine Karriere nach dem Auslaufen seines Vertrages in Freiburg zu beenden. In seinem letzten Spiel für Freiburg am letzten Spieltag wurde Krmaš zur tragischen Figur, als er durch ein Eigentor den Abstieg der Freiburger aus der Bundesliga besiegelte.
Anfang Juli 2015 wurde bekannt, dass er von der Idee einer Beendigung seiner Karriere Abstand genommen und einen Einjahresvertrag inklusive Option auf ein weiteres beim tschechischen Zweitligisten SK Hradec Králové unterschrieben hatte; Krmaš stammt aus der Jugend des Vereins. Im Juli 2016 beendete er endgültig seine Karriere.
Krmaš hat ein Mathematikstudium abgeschlossen.